# بوبليكولا
بوبليوس فاليريوس بوبليكولا (باللاتينية: Publius Valerius Poplicola) والمعروف بـ "بوبليكولا" تَعني "الشخص الذي يُحاكِم الشعب" (توفي عام 503 ق.م). كان واحدًا من أربعة أرستقراطيين رومانيين قادوا الإطاحة بالنظام الملكي، وأصبح قُنصلًا رومانيًا، زميل «لوسيوس جونيوس بروتوس» في عام 509 ق.م، والذي يُعتبر تقليديًا السنة الأولى للجُمهورية الرومانية.

## العائلة
وفقًا لـ«ليفى» و«بلوتارخ»، كان «فاليريوس» من عشيرة فاليريان من أصل سابيني، لكنهم استقروا في روما في عهد «تيتوس تاتيوس»، المُعاصر لـ«رومولوس»، وعملوا من أجل التوحيد السلمي لكلا الشعبين.
وُلد «فاليريوس» لعائلة ثرية. كان والده «فولسوس فاليريوس»، وكان إخوته «ماركوس فاليريوس فولوسوس» و«مانيوس فاليريوس فولوسوس ماكسيموس». كان لديه ابنة، «فاليريا»، وربما ابنًا أو حفيدًا كان يُدعى أيضًا «بوبليوس فاليريوس بوبليكولا» الذي شغل منصب القُنصل في عام 475 ق.م و 460 ق.م. قبل توليه المناصب العامة، تحدث «فاليريوس» دفاعًا عن الدُهماء.

## الثورة
في عام 509 ق.م، كان «فاليريوس» أحد قادة الثورة الرومانية، إلى جانب «لوسيوس جونيوس بروتوس»، و«لوسيوس تاركينيوس كولاتينوس»، و«سبوريوس لوكريتيوس تريسيبيتينوس». كسبوا الرأي العام مُستغلين قيام الملك بحمله بعيدًا عن المدينة، وعزلوا ونفوا «لوسيوس تاركوينيوس سوبيربوس»، الملك السابع والأخير لروما. بدلاً من الملكية، أقاموا جمهورية مع منصب القُنصل. تم انتخاب «بروتوس» و«كولاتينوس» كأول قناصل.
من المنفى، خطط الملك المخلوع «تاركوينيوس سوبربوس» لاغتيال القناصل، مع بعض الأعضاء الساخطين من عائلات أكويلي وفيتلي، الذين كانوا مُستفيدين من النظام المخلوع. تم إبلاغ «فاليريوس» بالمؤامرة من قبل العبد «فينديسيوس». قام شخصياً بالتحقيق في المؤامرة، والتسلل إلى ملكية عائلة أكويلي والعثور على أدلة إدانة، بناءً عليها عقد القناصل مُحاكمة علنية. تم العثور على الُمتآمرين، بمن فيهم اثنان من أبناء «بروتوس»، مُذنبين وأعدموا. لعب «فاليريوس» دورًا رائدًا في المحاكمة.

## انتخاب القنصل ومعركة سيلفا أرسيا
بعد المُحاكمة، طلب «بروتوس» من زميله، «كولاتينوس»، الاستقالة من منصب القُنصل وقبول المنفى، كونه عضو في العائلة المالكة المكروهة، التي لا يستطيع الناس الوثوق بها. صُدم «كولاتينوس» بهذه الخيانة، لأنه كان أحد قادة التمرد بعد وفاة زوجته، «لوكريشا» التي أشعل موتُها شرارة الثورة، بعد أن أغتصبها «سكستوس تاركوينيوس»، ابن الملك «تاركوينيوس سوبربوس». ومع ذلك، استقال، وانتُخب «فاليريوس» ليحل محله.
في هذه الأثناء، حصل «كولاتينوس»، الذي كانت عائلته من أصل إتروسكي، على دعم المُدن الأترورية في تاركوينيا وڤيو. على رأس جيش إتروسكان، حارب «كولاتينوس» القناصل «بروتوس» و«فاليريوس» في معركة سيلفا أرسيا. قاد «فاليريوس» المُشاة الرومانية، بينما قاد «بروتوس» الخَيالة. توفي «أرونس تاركينيوس»، نجل الملك، في معركة مع «بروتوس»، الذي أصيب أيضًا بجروح قاتلة، لكن الرومان انتصروا في النهاية. جمع «فاليريوس» غنائم المعركة وعاد إلى روما، حيث أحتفل بالانتصار في 1 مارس 509 ق.م. أصبحت عربته الحربية المكونة من أربعة أحصنة فيما بعد العربية التقليدية للجنرال الروماني المُنتصر. بعد ذلك، أقام «فاليريوس» جنازة رائعة لـ«بروتوس»، وألقى خطابًا لا يُنسى.
| ” | "جرت أحداث غريبة في هذه المعركة، في صمت الليلة التالية انبعث صوت عالٍ من الغابة الأرسانية؛ ويعتقد أنه صوت سيلفانوس، قيلت هذه الكلمات، "أن عددًا أكبر من الإتروريين سقطوا في المعركة؛ وأن الرومان انتصر في الحرب." من المؤكد أن الرومان رحلوا من هناك مُنتصرين، والإتروريون مهزومون". ~ تاريخ روما. الكتاب 2. الفصل 7، بواسطة «تيتوس ليفيوس». | “ |

كتب «ليفيوس» أن «فاليريوس» حارب الڤيونيون مرة أخرى في نفس العام، على الرغم من عدم ذكر السبب.

## فاليريوس قُنصلًا
بعد وفاة «بروتوس»، كان «فاليريوس» هو القنصل الوحيد الباقي على قيد الحياة. تم اختيار «سبوريوس لوكريتيوس» بدلاً من «بروتوس»، لكنه توفي بعد بضعة أيام، وتبعه «ماركوس هوراثيوس بولفيلوس». عندما بدأ «فاليريوس» في بناء منزل جديد على قمة تل فيليان، والذي سيكون مرئيًا بشكل واضح من مجلس الشيوخ، بدأت شائعة تنتشر بأنه ينوي إعادة تأسيس النظام الملكي، مع نفسه كملك. في الحال، توقف «فاليريوس» عن البناء وهدم المبنى في ليلة واحدة. مُخاطباً جماعة من الناس، جعل قاتديه يخفضون من حزائمهُم كعلامة للتواضع.
| ” | لقد قمت للتو بتحرير روما، بشجاعة، ولكن الآن يتم الافتراء علي، كأنني إما أكويليوس أو فيتيلاني. أنا ألد أعداء الملوك السابقين، لذلك لا ينبغي اتهامي بالرغبة في أن أصبح ملكًا. | “ |

من أجل تبديد الشكوك، قام ببناء منزله عند سفح التل بدلاً من قمته.
لأفعاله واحترامه لشعب روما، تلقى «فاليريوس» لقب "Poplicola" "بوبليكولا" يعني "الشخص الذي يُحاكِم الشعب". قبل الانتخابات الوشيكة، شغل «بوبليكولا» صفوف مجلس الشيوخ، والتي تم تخفيضها بشدة نتيجة للثورة والحرب اللاحقة. كما أصدر القنصل قوانين جديدة، بما في ذلك حق الاستئناف من قرارات قاضي التحقيق، والمُطالبة بمصادرة جميع حقوق أي شخص مدان بالتآمر لإعادة الملكية.

## أربع قنصليات
انتخب «بوبليكولا» قُنصلًا ثلاث مرات أخرى، في 508 و 507 و 504 ق.م. كان «هوراثيوس» زميله كقُنصل مرة أخرى في عام 507، بينما كان زميله في 508 و 504 هو «تيتوس لوكريتيوس تريسيبيتينوس». كان أول قنصل يعاد انتخابه على الإطلاق.

## الحرب مع كلوسيوم
في عام 508 ق.م، هاجم «لارس بورسينا»، ملك كلوسيوم، روما بأمر من «تاركوينيوس». وفقًا لـ«بلوتارخ»، أصيب كل من «بوبليكولا» وزميله «لوكريتيوس» بجروح بالغة خلال المعركة. أثناء الحصار، أعدم «بوبليكولا» طلعة للعدو، وهزم مجموعة الغارة الكلوسيومية. وفقا لـ«بلوتارخ»، تفاوض «بوبليكولا» على معاهدة مع «بورسينا»، مُنهية بذلك الحرب. أعطى الملك رهائن، بما في ذلك ابنته «فاليريا»، التي حماها «بورسينا» من «تاركوينيوس».

## الحرب مع السابيون
في عام 506 ق.م، عندما كان شقيقه «ماركوس» القنصل، هاجم السابيون روما. شارك «بوبليكولا» في نَصرين رومانيين، وصد الغزو. كافأ الناس «بوبليكولا» بمنزل على تل بالاتين.
في عام 505 ق.م، هددت الرابطة اللاتينية والسابيون روما بجيش كبير. على الرغم من توقف المفاوضات الدبلوماسية، تدخل «بوبليكولا» في سياسات سابين، وساعد «أتيوس كلوسوس»، الذي انتقل إلى روما مع خمسمائة من أتباعه. أصبح «كلوسوس» مواطنًا رومانيًا باسم «أبيوس كلوديوس»؛ كان مؤسس سُلاة كلوديا الإمبراطورية. عندما حاول السابيون مُحاصرة روما، نجح «بوبليكولا» في قيادة الجيش، وتوقع تحركاتهم وإحباط خططهم. تم انتخابه قنصلًا للمرة الرابعة عام 504 ق.م، وهزم مرة أخرى السابيون. احتفل بانتصار في مايو من ذلك العام.

## الوفاة
توفي «بوبليوس فاليريوس بوبليكولا» في عام 503 ق.م، بعد فترة وجيزة من نقل المكتب القنصلي لخلفائه، «أغريبا مينينيوس لاناتوس» و«بوبليوس بوستوميوس توبرتوس». يسجل «تيتوس ليفيوس» أنه في وقت وفاته، كان يُعتبر "بموافقة الجميع، الرجل الأكثر قُدرة في روما، في كل من فنون السلام والحرب". كان لديه القليل من المال، لذلك تم دفنه تحت النفقة العامة، وحزن عليه الرومان كما فعلوا لـ«بروتوس» من قبله.
بموجب مرسوم، ساهم كل مُواطن برباعية (عُملة برونزية رومانية) في الجنازة. تم دفن «بوبليكولا» داخل مدينة روما، على تلة فيليان. حُزن على موته لمدة عام كامل. بعد «بوبليكولا»، دُفن العديد من أفراد عشيرة فاليريان بالقرب من نفس المكان.

## نقش ساتريكانوس

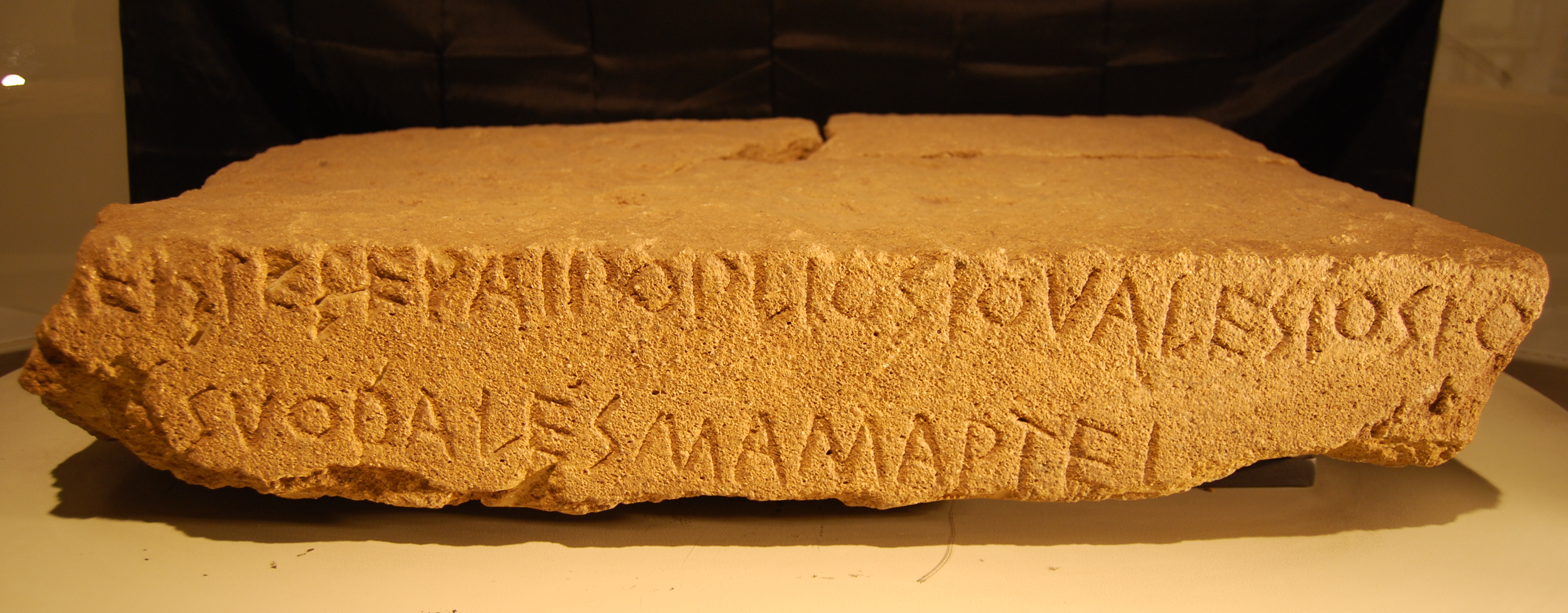
نقش ساتريكانوس.

في عام 1977 تم اكتشاف نقش في أنقاض مدينة ساتريكوم القديمة. يعود تاريخه إلى أواخر القرن السادس إلى أوائل القرن الخامس قبل الميلاد ويحمل الاسم «بوبليوس فاليسيوس»، والذي يُترجم في اللاتينية الكلاسيكية الى «بوبليوس فاليريوس». هذا لا يثبت تاريخية السرد الذي قدمه المؤرخون الرومانيون اللاحقون، لكنه يوضح أن شخصًا بارزًا واحدًا على الأقل كان يحمل الاسم بالفعل في نهاية القرن السادس.

## الإرث
في الأوراق الفيدرالية، وهي مجموعة من 85 مقالة تروج لتبني دستور الولايات المتحدة، كتبها «ألكسندر هاملتون»، و«جيمس ماديسون»، و«جون جاي» في 1787 - 1788، استخدم رجال الدولة الثلاثة اسم "بوبليوس" تكريماً لدور «بوبليكولا» في تأسيس الجمهورية الرومانية.
بعد الحرب الإسبانية الأمريكية، نُشر مقال بعنوان "واجب الشعب الأمريكي تجاه الفلبين" تحت الاسم المستعار "بوبليكولا". أوصى المؤلف بتطوير الفلبين لتحسين حياة الشعب الفلبيني، وكذلك لتعزيز المصالح التجارية الأمريكية في الشرق.